# Video breakdown
Microsoft Video Indexer é uma plataforma de indexação devídeo cognitiva, que cria um índice do conteúdo dentro dos vídeos que os usuários enviam usando o Microsoft Cognitive Services e/ou Azure Media Analytics. Video Breakdown foi lançado em setembro de 2016 como um projeto do Microsoft Garage, onde no começo do projeto ele era chamado de Video Breakdown.
Com base nestes recursos de captação de dados do vídeo, os utilizadores do Microsoft Video Indexer podem pesquisar, explorar, compreender, editar e reproduzir vídeos de uma forma poderosa, simples e inteligente.

## Funcionalidades
- Transcreve o que o áudio do vídeo em legendas
- Suporte a tradução das legendas
- Identificar quem está falando
- Identificar palavras-chaves
- Detecta marcas comerciais mencionadas
- Analisar sentimentos
- Detectamento de rosto
- Transcrição de textos usando OCR
- Identifica conteúdos explícitos